# Hymenaea

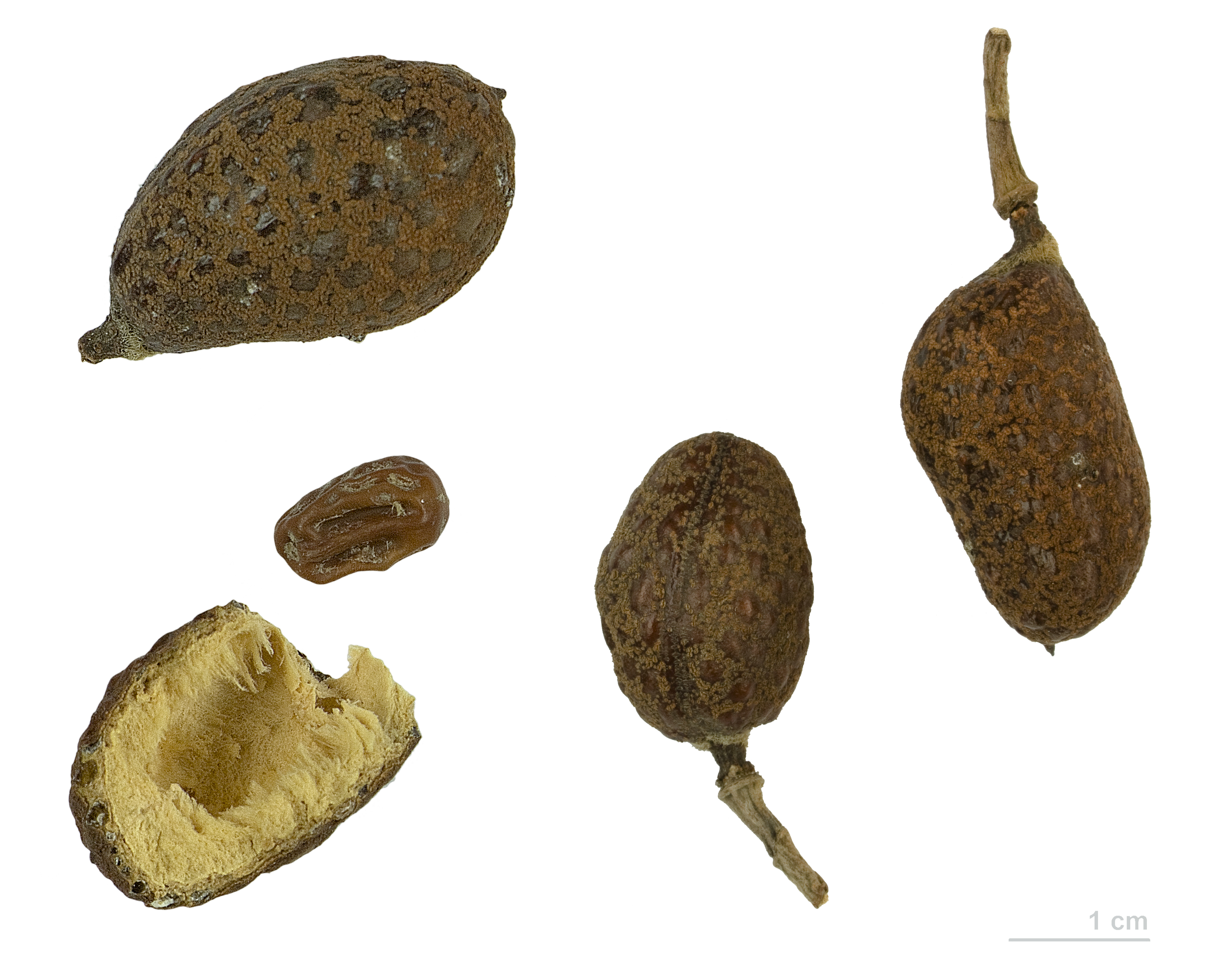
Fruto e sementes de Hymenaea verrucosa (colecção do MHNT).

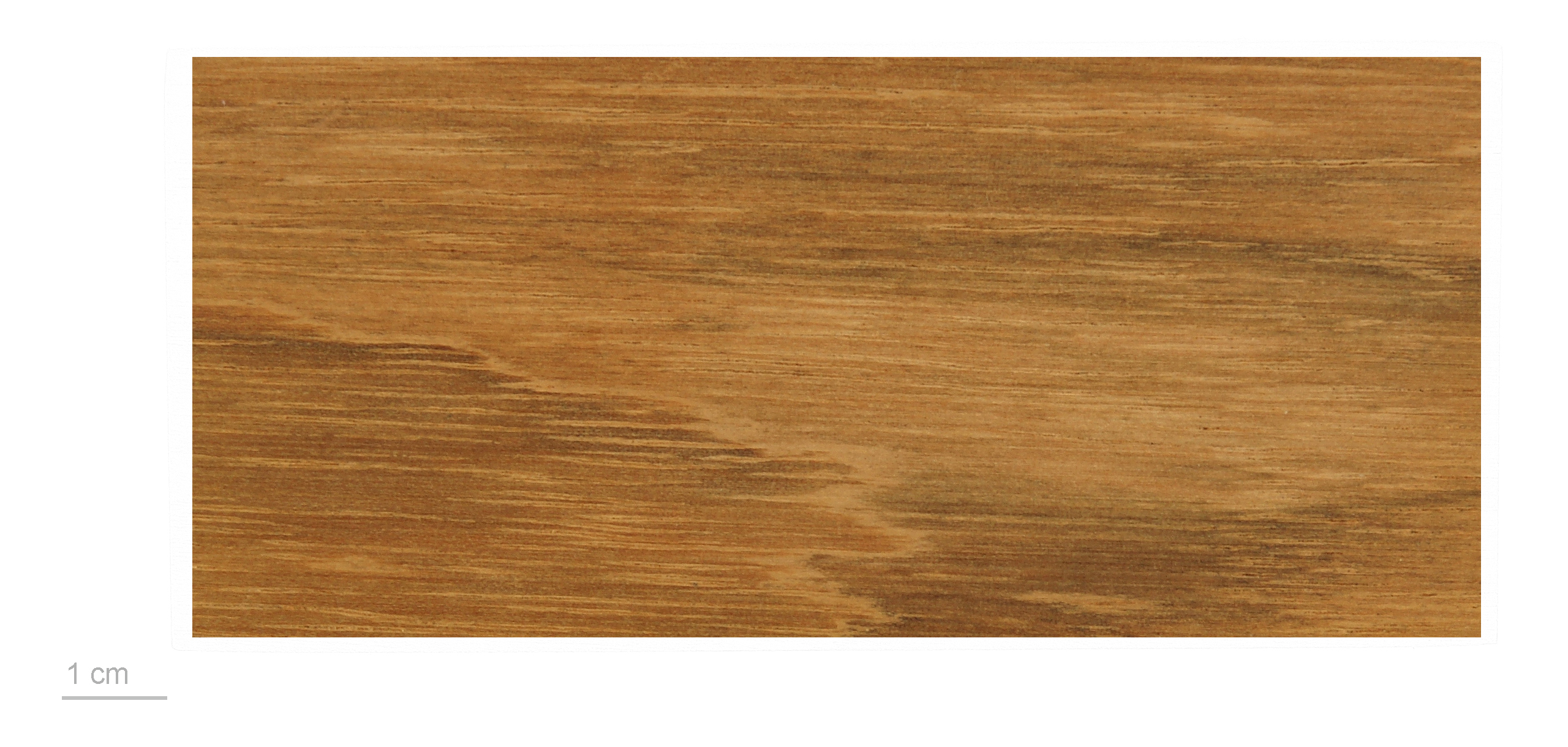
Madeira de Hymenaea courbaril.

Hymenaea L. é um género de plantas com flor pertencente à família Fabaceae, que agrupa 14 espécies extantes de árvores e arbustos com distribuição natural nas regiões de clima tropical das Américas, mas com uma espécie nativa da África Oriental (Hymenaea verrucosa).

## Espécies
O género Hymenaea inclui as seguintes espécies:
- †Hymenaea allendis
- Hymenaea aurea
- Hymenaea courbaril
- Hymenaea eriogyne
- Hymenaea intermedia
- Hymenaea maranhensis
- Hymenaea martiana
- †Hymenaea mexicana
- Hymenaea oblongifolia
- Hymenaea parvifolia
- †Hymenaea protera
- Hymenaea reticulata
- Hymenaea rubriflora
- Hymenaea stigonocarpa
- Hymenaea torrei
- Hymenaea velutina
- Hymenaea verrucosa

† Extinta